# Shoreswood
 (février 2024).
Shoreswood est une paroisse civile et un village du Northumberland, en Angleterre. La population de la paroisse civile au recensement de 2011 était de 148 habitants.